# Piane alla Sughera
La necropoli megalitica delle Piane alla Sughera - in alcuni testi anche Piana alla Sughera - si trova all'isola d'Elba, sull'altopiano soprastante il paese di Seccheto e nel territorio comunale di Campo nell'Elba, all'altitudine di 335 m (42°44′25.16″N 10°09′33.17″E). 
Il sito ospita alcune tombe a circolo con segnacoli verticali (menhir), insieme a piccoli gruppi di pietre fitte. L'intero complesso è riconducibile alla cosiddetta Cultura di Arzachena-Ozieri, sviluppatasi nella Sardegna settentrionale.
Nei pressi si trovano altri siti archeologici: Lo Spino, Sassi Ritti, Pietra Murata. Tra le Piane alla Sughera e il Monte Cenno si trova il Monte Còccaro.
Nell'area, oltre a diversi quartieri pastorali (i Caprili della Sughera), si trova una vedetta della Wehrmacht (il Casotto del Tedesco) realizzata nel maggio del 1944.

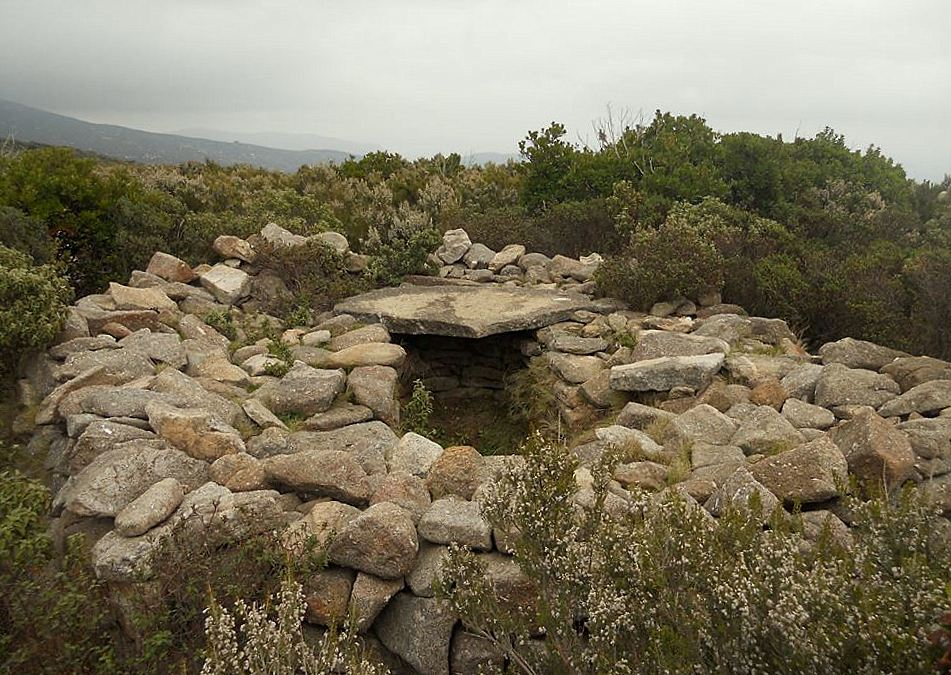
Tomba a circolo delle Piane alla Sughera